# Mittelschule Taufkirchen
Die Mittelschule Taufkirchen ist seit 2011 eine bayerische Mittelschule in Taufkirchen, Landkreis München.

## Geschichte
1970 wurde der Schulhausneubau an der Pappelstraße 6 fertiggestellt, und seit 1972 war sie Hauptschule. 1998 wurden die ersten Leistungssportklassen (Fußball) eingerichtet, 1999 gab es dann pro Jahrgang eine Leistungssportklasse. 2005 wurde die Jugendsozialarbeit (JSA) an der Schule aufgenommen, die sich seitdem im sukzessiven Aufbau befindet. Derzeit gibt es 4 Vollzeitstellen in offener JSA sowie Ganztagseinrichtungen. 2007 wurden gebundene Ganztagsklassen und Kooperationsklassen eingeführt.
Von 2008 bis 2014 war die Schule eine Eliteschule des Fußballs. Ebenfalls 2008 kam es zur Einbindung externer Fachkräfte für besondere Projekte, zum Beispiel Coaching der Abschlussklassen durch die Nachbarschaftshilfe. Ein Berufseinstiegsbegleiter der Arbeitsagentur betreut in Vollzeit Schüler auf dem Weg in den Beruf. Auch wurde 2008 eine Mensa erbaut. 2009 wurde das Angebot durch die offene Ganztagsschule ergänzt.